# スパイダーマン (2002年の映画)
『スパイダーマン』（Spider-Man）は、マーベル・コミックの同名のキャラクターをベースにした、2002年のアメリカ合衆国のスーパーヒーロー映画。監督はサム・ライミ、脚本はデヴィッド・コープが務め、トビー・マグワイア、ウィレム・デフォー、キルスティン・ダンスト、ジェームズ・フランコ、クリフ・ロバートソン、ローズマリー・ハリスらが出演している。
2002年4月29日にロサンゼルスのマン・ビレッジ・シアターでプレミア上映され、その4日後の5月3日にアメリカ合衆国で公開された。この映画は、観客や批評家から好意的な評価を受けた。この映画は、1度目の週末で1億ドルに達した最初の映画であると同時に、当時のコミック・ブックを原作とした映画の中で最も成功した作品となった。全世界での興行収入は8億2,170万ドルを超え、2002年に公開された映画の中で第3位、スーパーヒーロー映画の中では第1位、映画全体では第6位の興行収入を記録した。この作品の成功後、2004年には『スパイダーマン2』、2007年には『スパイダーマン3』という2つの続編が公開された。

## ストーリー
両親を早くに亡くし、伯父夫妻に育てられたピーター・パーカー。ミッドタウン高校に通う彼は、科学好きで人一倍オクテ。隣に住む幼なじみのメリー・ジェーン・ワトソン（MJ）にもなかなか思いを告げられず、学校でも酷いイジメを受ける、悶々とした毎日を送っていた。
ある日、ピーターは社会見学でコロンビア大学の研究室を訪れ、そこで遺伝子改良を施された新種の蜘蛛「スーパースパイダー」に噛まれてしまう。激しい悪寒に襲われるピーターだったが、翌朝目覚めるとその体には驚異的な視力と体力が備わっていた。さらには手首からクモの糸が飛び出し、手のひらから生えた細い毛により指先だけで壁をよじ登れるようになっていた。
小遣い稼ぎなど私利私欲の為にその力を使ったピーターだったが、自分のミスから愛するベン伯父さんを強盗に殺されてしまう。力の代償を深く受け止めたピーターは正義のために尽くすことを決意。高校を卒業した彼は、特注のスーツを身に纏い「スパイダーマン」としてニューヨークにはびこる悪と闘い、人命を救助する毎日を送ることになる。
そして同じ頃、軍事企業「オズコープ」の実験室でまたひとりの怪人が誕生しようとしていた。「オズコープ」の社長であり、ピーターの親友ハリーの父親であるノーマン・オズボーンが軍から圧力を受け、実験用の身体能力増強薬を自ら服用してしまったのだ。ライバル企業との競争や重役たちに追い詰められストレスを溜めていたノーマンは、薬の副作用で誕生した凶悪な別人格「グリーン・ゴブリン」に意識を支配されてしまう。ゴブリンはノーマンの私利私欲を満たす為に悪事を始める。

## 登場人物
ピーター・パーカー / スパイダーマン
演 - トビー・マグワイア
主人公。ミッドタウン高校に通う、穏やかで心優しい青年。両親がおらず伯父夫婦と暮らしている。科学の成績は優秀でその分野で功績を残している。学校の見学で訪れた研究所で「スーパー・スパイダー」という遺伝子操作された特殊な蜘蛛に噛まれたことで頑丈な肉体、超人的な身体能力や蜘蛛の能力を手に入れる。元々は近眼で眼鏡をかけていたが能力の一環で眼も良くなり、それ以降外している。メリー・ジェーンと車でデートするため、賞金目当てに格闘技に出場することを決めたが、このために開発したコスチュームとリングネームが後にヒーローとして活動するスパイダーマンの原型となる。思春期ということもあり、大人の話をするベンとは反りが合わないこともあったが、互いに情は持っており、ベンが殺害され、その殺害した人物を追い詰めたことでピーターはヒーローとして覚醒する。その後は自警活動を始め、街のヒーローとなる。ただし、あまりにもヒーロー活動を優先した結果、本業を疎かにして、どの仕事も解雇されている。ヒーローとして街の人々に慕われているが事件に何かと巻き込まれていることから警察に要注意人物として逮捕されそうにもなっている。
ノーマン・オズボーン / グリーン・ゴブリン
演 - ウィレム・デフォー
軍事企業「オズコープ」の社長でピーターの親友ハリーの父親でもある。息子を愛し、ピーターの事も家族の様に大切に思っている心優しい科学者だったが、事業が軌道に乗らないことでストレスに苛まれている。そんな中、軍から「2週間以内に新薬の結果を報告しろ」という圧力をかけられてしまう。焦ったノーマンは会社を守るために、開発した身体能力増強薬を自ら服用してしまう。その結果、超人的な力を持つようになるが、副作用によって生み出された凶悪な別人格に意識を支配されたことでグリーン・ゴブリンとして悪事を開始する。また、ゴブリンに乗っ取られている間、ノーマンの記憶は無い。スパイダーマンと戦い、手に傷を負わせたがピーターと会った際に同じ部位に傷があったことからスパイダーマンの正体に気づいてしまう。
メリー・ジェーン・ワトソン
演 - キルスティン・ダンスト
ヒロイン。ピーターの幼馴染であり想い人。うだつの上がらないピーターにも親身に接する優しい性格だが少々、見栄っ張り。父親との仲は険悪で、そもそも血の繋がりすらない。将来の夢は舞台女優。当初はフラッシュと付き合っていたが、粗暴な彼に嫌気がさし破局。後にハリーと付き合うようになる。トラブルに会うことが多い不運な一面もあるが、それが切っ掛けでスパイダーマンとも関わるようになる。
ハリー・オズボーン
演 - ジェームズ・フランコ
ノーマンの息子で、父親を尊敬している。ピーターにとって唯一の親友でもある。御曹司だが庶民的な感覚を持っており、名門私立高校を何度も退学になった。
ベン・パーカー
演 - クリフ・ロバートソン
ピーターの伯父。ピーターのことをいつも気にかけているが、思春期のピーターとは話がかみ合わないこともある。カージャック犯に撃たれて死亡してしまう。
メイ・パーカー
演 - ローズマリー・ハリス
ピーターの伯母で、ベンの妻。ユーモアがある優しい性格。
ストローム
演 - ロン・パーキンス
オズコープ社に勤める博士。実験しようとするノーマンを止めることが出来ず、協力するがノーマンの意識を乗っ取ったグリーン・ゴブリンに襲われ死亡する。
スローカム
演 - スタンリー・アンダーソン
将軍。ノーマンに「新薬の結果を早く出せ」と圧力をかけた張本人。
チャールズ
オズボーン家の運転手。
フラッシュ・トンプソン
演 - ジョー・マンガニエロ
ピーターの同級生。腕っぷしが強い。ピーターをいじめていたが、能力を制御しきれなかったピーターのとばっちりをくらったことで、因縁をつけて喧嘩を吹っ掛けたが、超人となったピーターには勝てず、返り討ちにあい、ふっとばされる。これによりピーターは自分の力に関心を持つようになる。バースデープレゼントに新車を買ってもらうなど家は裕福。メリー・ジェーンと付き合っていたが、卒業を機に別れた。
ボーン・ソー・マッグロー
演 -ランディー・ポッフォ（ランディ・サベージ）
地下格闘技のレスラー。その団体では目玉となる存在。様々な凶器でピーターを滅多打ちにするが超人になったピーターに返り討ちにあい、敗北。
J・ジョナ・ジェイムソン
演 -J・K・シモンズ
新聞社の重役。スパイダーマンの関係者としてグリーン・ゴブリンに襲われるが、スパイダーマンに助けられる。ただし、事実を捻じ曲げられ新聞にはスパイダーマンに襲われたように書いてしまう。
エンリケ
演 -ルー·トーレス
メリーが働いている店の上司。
ジョセフ・"ロビー"・ロバートソン
演 -ビル・ナン
新聞社の社員。
マクシミリアン・ファーガス
演 -ゲリー・ベッカー
ノーマンに解雇を通告する。
リングアナ
演 -ブルース・キャンベル
地下格闘技団体のリングアナ。スパイダーマンの名付け親でもある。

## キャスト
| 役名                                      | 俳優                           | 日本語吹替 |
| ----------------------------------------- | ------------------------------ | --- |
| ピーター・パーカー / スパイダーマン       | トビー・マグワイア             | 猪野学 |
| ノーマン・オズボーン / グリーン・ゴブリン | ウィレム・デフォー             | 山路和弘 |
| メリー・ジェーン・ワトソン                | キルスティン・ダンスト         | 岡寛恵 |
| ハリー・オズボーン                        | ジェームズ・フランコ           | 鉄野正豊 |
| ベン・パーカー                            | クリフ・ロバートソン           | 勝部演之 |
| メイ・パーカー                            | ローズマリー・ハリス           | 谷育子 |
| J・ジョナ・ジェイムソン                   | J・K・シモンズ                 | 立川三貴 |
| ジョセフ・"ロビー"・ロバートソン          | ビル・ナン                     | 石住昭彦 |
| ベティ・ブラント                          | エリザベス・バンクス           | 満仲由紀子 |
| ホフマン                                  | テッド・ライミ                 | 飛田展男 |
| フラッシュ・トンプソン                    | ジョー・マンガニエロ           | 大森はじめ |
| ストローム博士                            | ロン・パーキンス               | 田村勝彦 |
| スローカム将軍                            | スタンリー・アンダーソン       | 稲垣隆史 |
| ヘンリー・バルカン                        | ジャック・ベッツ               | 大塚周夫 |
| マクシミリアン・ファーガス                | ゲリー・ベッカー               | 福田信昭 |
| フィリップ・ワトソン                      | ティム・デ・ザーン             | 後藤哲夫 |
| マデリーン・ワトソン                      | テイラー・ギルバート           | 竹村叔子 |
| ボーン・ソー・マッグロー                  | ランディー・ポッフォ           | 立木文彦 |
| リングアナウンサー                        | ブルース・キャンベル           | 江原正士 |
| 受付嬢                                    | オクタビア・スペンサー         | 一龍斎貞友 |
| プロモーター                              | ラリー・ジョシュア             | 石田圭祐 |
| 運転手                                    | ピーター・アッペル             | 大西健晴 |
| 教師                                      | シャン・オマー・ヒューイ       | 乃村健次 |
| エンリケ                                  | ルー·トーレス (ノンクレジット) | 楠見尚己 |
| デニス・キャラディン (カージャッカー)     | マイケル・パパジョン           | 斎藤志郎 |
| スーパースパイダーの説明をする教師        | ウナ・デーモン                 | - |
| 逃げる男                                  | スタン・リー                   | - |
| その他                                    |                                | 唐沢潤 津田匠子 雨蘭咲木子 山像かおり 小形満 朝倉栄介 小林正寛 佐藤竜太郎 栗田桃子 佐々木健 園めぐみ 重松朋 鈴木真仁 田野恵 斉藤瑞樹 下屋則子 奥田啓人 本美奈子 山口隆行 小尾元政 三戸崇史 山本泰輔 多緒都 菊地祥子 宮里駿 山田賢太郎 鈴木里彩 林田昌之 厚木拓郎 下山彩那 中村謙吾 古澤龍之 益子倭 |
| 日本語版製作スタッフ                      |                                | |
| 演出                                      |                                | 岩見純一 |
| 演出補                                    |                                | 簑浦良平 |
| 翻訳                                      | 菊池浩司（字幕）               | 松崎広幸（吹替） |
| 調整                                      |                                | 菊池悟史 亀田亮治 |
| 録音スタジオ                              |                                | ACスタジオ |
| 日本語版制作                              |                                | ACクリエイト |

## スタッフ
- 監督：サム・ライミ
- 脚本：デヴィッド・コープ
- VFX：ソニー・ピクチャーズ・イメージワークス
- VFXデザイナー：ジョン・ダイクストラ
- 音楽：ダニー・エルフマン
- タイトルデザイン：カイル・クーパー

## 作品解説
映画化の企画自体は以前からあり、壁に張り付き、スパイダー・ウェブで街を縦横無尽に飛び回るスパイダーマンの姿を実写映像化するのは技術的に困難といわれていたが、21世紀になりCGをはじめとする特撮技術が進歩した事により、映画化が可能となった。監督には当初ジェームズ・キャメロンの名が、スパイダーマン/ピーター・パーカー役にはマイケル・ビーンやレオナルド・ディカプリオ、エドワード・ファーロングなどが候補に挙がっていた。ディカプリオは苦心の末に役を断ったものの、そのお詫びにサム・ライミにトビー・マグワイアをピーター・パーカー役として推薦していたという。

### 事故・トラブル
本作の制作は非常に困難を極めたという。撮影開始間もないころに、スタジオでの撮影中に機材が崩れるという事故が発生し、その事故でスタッフが1名死亡してしまうという惨事が起きた。
更には、本作の舞台はニューヨークとなっているが、撮影の真っ只中に9.11が起きたため、既にカメラに映っていたワールドトレードセンターをすべてCG等で消去しなければならなくなり、完成も危ぶまれたという。劇場用特報や先行ポスターも9.11が起きる前はワールドトレードセンターが映っていたが、事件後は別のものに差し替えられた。
しかし、実写で写り込んでいたものをCGで処理する一方、スパイダーマンの顔が初めてアップになるショットとラストのスパイダーマンがニューヨークの街を縦横無尽に飛び回るショットでコマ送りで確認できるレベルで同ビルがCGで付け加えられており、犠牲者へのささやかな追悼になっている。

## 興行収入
本作は1週間に1億ドルの記録を達成した最初の映画となり、114,844,116ドルの新たな週末記録を樹立した。それまでの最高記録だった『ハリー・ポッターと賢者の石』の9000万ドルを上回った。
また、この映画は3日間で1億ドルのマイルストーンを達成した記録を樹立した。このオープニングの週末の興行収入は平均し31,769ドルだったが、これについてはBox Office Mojoが「超ワイド・リリースでこれまでに最高の平均興行収入だった」と報じた。
映画の3日間の記録は『パイレーツ・オブ・カリビアン/デッドマンズ・チェスト』がのちにこの記録を破り、オープニング週末の1億1480万ドルは、北米の映画の興行収入の中で、続編ではない1作目では最も高く、8年後には『アリス・イン・ワンダーランド』がそれを上回った。

## 主題歌
- チャド・クルーガー feat. ジョジー・スコット「ヒーロー」

## テレビ放送
地上波
| 回数  | テレビ局   | 番組名             | 放送日         | 備考 |
| ----- | ---------- | ------------------ | -------------- | --- |
| 初回  | 日本テレビ | 金曜ロードショー   | 2004年12月3日  | 地上波初放送 |
| 2回目 | テレビ朝日 | 日曜洋画劇場       | 2007年5月6日   | 当番組の放送40周年及び『スパイダーマン3』公開を記念しての放送                                                                                               |
| 3回目 | 日本テレビ | 金曜ロードショー   | 2008年9月26日  | |
| 4回目 | フジテレビ | 土曜プレミアム     | 2009年10月17日 | |
| 5回目 | 日本テレビ | 金曜ロードショー   | 2011年4月8日   | 当初は4月1日に放送予定だったが、3月11日に放送予定だった『なくもんか』が東日本大震災に関する報道特別番組放送により急遽4月1日に編成されたため、一週遅れで放送 |
| 6回目 | テレビ朝日 | 日曜洋画劇場       | 2012年7月15日  | アメイジング・スパイダーマン公開記念 |
| 7回目 | テレビ東京 | 午後のロードショー | 2019年6月28日  | |
| 8回目 | テレビ東京 | 午後のロードショー | 2022年1月11日  | 最新作公開記念 3週連続 |

衛星放送
| テレビ局           | 放送日         | 放送時間                                                  | 備考                                           |
| ------------------ | -------------- | --------------------------------------------------------- | ---------------------------------------------- |
| WOWOW              | 2003年11月2日  | 日曜 12時20分 - 14時30分 日曜 20時00分 - 22時05分(再)     |                                                |
| スター・チャンネル | 2003年11月1日  | 土曜 13時20分 - 14時30分 土曜 21時00分 - 23時10分         | [ 20 ]                                         |
| スター・チャンネル | 2003年11月9日  | 日曜 16時50分 - 19時00分                                  | [ 21 ]                                         |
| スター・チャンネル | 2003年11月14日 | 金曜 23時00分 - 25時10分                                  | [ 22 ]                                         |
| スター・チャンネル | 2003年11月18日 | 火曜 13時00分 - 15時10分                                  | [ 23 ]                                         |
| スター・チャンネル | 2003年11月24日 | 月曜 21時00分 - 23時10分                                  | [ 24 ]                                         |
| ディズニーXD       | 2013年5月10日  | 金曜 20:00 - 22:30（吹替版） 金曜 24:00 - 26:30（字幕版） | 番組枠「スパイダーマン大戦 究極バトル3デイズ」 |

## ゲーム版
アメリカ合衆国では2002年4月15日にPC（Windows）版が発売された後、同年4月16日にPS2・GC・Xbox版が発売。日本では2003年2月13日にPS2・GC・Xbox向けタイトルとしてカプコンから発売された。
映画「スパイダーマン」を題材にした作品。 
- スパイダーマン/ピーター・パーカー（声 - トビー・マグワイア / 猪野学）
- メリー・ジェーン・ワトソン（声 - キャット・オコナー / 岡寛恵）
- ノーマン・オズボーン／グリーン・ゴブリン（声 - ウィレム・デフォー / 山路和弘）
- ショッカー（声 - マイケル・ビーティ / 江原正士）
- スコーピオン（声 - マイク・マッコール / 梁田清之）
- ヴァルチャー（声 - ドワイト・シュルツ / 八木光生）
- ナレーター（声 - ブルース・キャンベル / 千葉繁）
- クレイヴン（声 - ゲイリー・アンソニー・スタージス / 渡部猛）（Xbox版のみ）